# Romi musulmani
Romii musulmanii sunt oameni de etnie romă de credință islamică. Există multe grupuri și subgrupuri diferite de romi care practică predominant islamul, precum și persoane rome din alte grupuri subetnice care au acceptat islamul. Romii xoraxani, în limba romani balcanică, sunt romii care au adoptat islamul sunit al școlii hanafite, una din școlile juridice din islam, pe vremea Imperiului Otoman. Unii dintre ei sunt derviși adepți ai sufismului, iar cel mai mare ordin al lor se află în cea mai vastă așezare din Europa a romilor musulmani arlije și gurbeti, în Šuto Orizari, numită local Șutka, în Macedonia de Nord, unde au propriul lor imam rom, iar romii musulmani de aici folosesc Coranul în limba romani balcanică. Mulți romi din Turcia sunt membri ai Hindiler Tekkesi, o ramură a ordinului religios Qadiriyya - Tariqa, fondat în 1738, în Selamsız, de musulmanul indian Sheykh Seyfullah Efendi El Hindi. Musulmanii romi din Turcia și Balcani sunt în mare parte musulmani culturali sau musulmani nominali, oameni care se identifică drept musulmani, însă nu practică această religie.

## Caracteristici
Islamul în rândul romilor este asociat din punct de vedere istoric cu viața romilor în Imperiul Otoman, aceștia fiind preferați și așezați în diverse zone din Balcani și Rumelia, aduși din provinciile de atunci Anatolia și Egipt. Cu toate că în primele secole ale Imperiului Otoman romii musulmani plăteau taxa jizia, o excepție de la regulă o reprezentau cei din Bosnia otomană, care fuseseră scutiți de taxă prin ordinul sultanului Selim al II-lea. După Edictul de la Gülhane (1839), toți romii musulmani au fost scutiți de taxe și au fost acceptați oficial ca musulmani. În 1874 Imperiul Otoman le-a acordat aceleași drepturi ca și celorlalți musulmani.

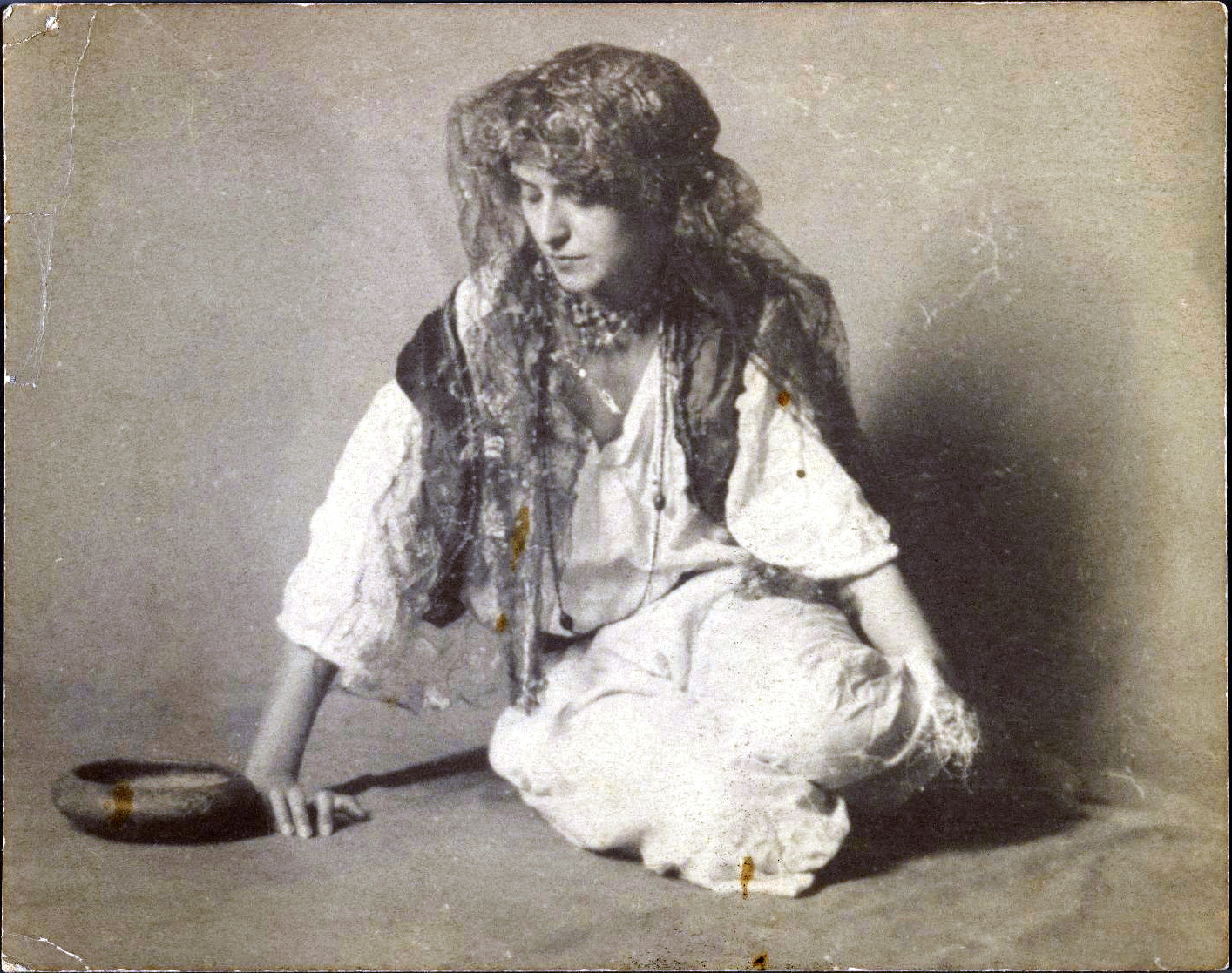
Costumul unei femei rome

Majoritatea romilor musulmani sunt suniți, dar nu sunt exclusiv suniți. De exemplu, există unele comunități de romi șiiți în Serbia. Romii turci sunt în mare parte suniți. Sub stăpânirea otomană, musulmanii romi aveau un statut social mai scăzut decât musulmanii ne-romi, dar peste cel al nemusulmanilor. Cu toate acestea, alți romi musulmani sunt bine integrați și acceptați de frații lor musulmani ne-romi.
Cultura romilor musulmani este întemeiată pe cultura islamică. Sub stăpânirea otomană, romii musulmani au fost separați de cei creștini, din ordinul sultanului Soliman I. Erau înterzise căsătoriile între ei și orice fel de relații profesionale. Bărbații romi musulmani serveau în armata otomană.
Romii musulmani respectă ritualul circumciziei. De regulă, băieții sunt circumciși la vârsta de 5 ani, deoarece cifra 5 este considerată sacră în tradiția romani. Obiceiul este ca pielea astfel îndepărtată să fie arsă, ei cred că aceasta va crește la loc în ziua judecății de apoi Qiyamah. Femeile rome musulmane poartă dimije de mătase, cunoscut și sub numele de șalvari, la nunți, ceremonii de circumcizie și alte festivaluri. Chiar și în timpul săptămânii, majoritatea femeilor mai în vârstă, dar și unele mai tinere, poartă șalvari.
Dansurile lor includ dansul din buric și hora, zurna, davul și clarinet. În Imperiul Otoman, în special tinerii băieți romi cu o înfățișare plăcută erau luați drept scalvi și dansau Köçek, iar tinerele scalve dansatoare rome erau numite Çengi.

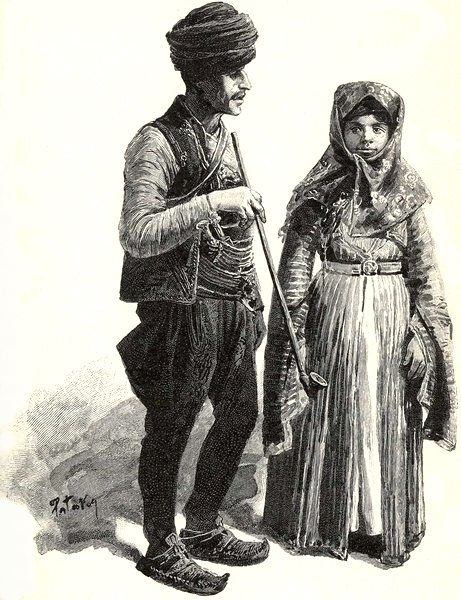
Romi musulmani în Bosnia, 1901

## Migrație
După prăbușirea Imperiului Otoman, romii musulmani s-au trezit sub o dublă discriminare în regiunile în care islamul era o religie minoritară, experimentând atât antițigănismul, cât și islamofobia.
În timpul Războiului de Independență al Greciei, Războiului Ruso-Turc (1877–1878) și Războiului Balcanic (1912–1913), romii musulmani au fugit împreună cu alte grupuri musulmane în Istanbul și în Tracia Răsăriteană, unde au devenit cunoscuți sub numele de muhacir.
La schimbul de populație dintre Grecia și Turcia, romii musulmani turci din Grecia au fost și ei relocați în Turcia. În turcă, se numesc Mübadil Romanlar. În 1950-1951, romii musulmani turci din Bulgaria au venit în Turcia și s-au stabilit în Çanakkale și în împrejurimi. Din 1953 -1968, romii turci musulmani și turcii din Iugoslavia au emigrat în Turcia, Datorită creșterii migrației în timpurile moderne, romii musulmani pot fi găsiți și în alte părți ale lumii. Romii din Turcia și, de asemenea, alți romi musulmani din fosta Iugoslavie au venit în Europa de Vest sub numele de Gastarbeiter, dar considerați de populația gazdă drept turci sau iugoslavi. Romii musulmani din Bosnia și Kosovo au plecat în timpul războaielor iugoslave în Italia și trăiesc în special în Florența. Xoraxane (romi musulmani) din fosta Iugoslavie au plecat în SUA și s-au stabilit mai ales în New York, și în America de Sud. Din 2007, romii turci din Bulgaria au plecat ca muncitori în Europa de Vest.
Minorități culturale de romi musulmani trăiesc în Turcia, Bosnia și Herțegovina, Albania, Muntenegru, Kosovo, Macedonia de Nord, Bulgaria (pe la mijlocul anilor 1990, romii musulmani reprezentau 40% din populația romă din Bulgaria). În Dobrogea și Țara Românească există foarte puțini romi musulmani, (aproximativ 1% din populația romă musulmană a țării), în Croația reprezintă 45% din populația romă a țării, veniți din Bosnia. De asemenea, în zona de sud a Rusiei sunt întâlniți, în Grecia (o mică parte a romilor musulmani s-au stabilit în Tracia de Vest), în Republica Turcă a Ciprului de Nord, în partea sudică a Serbiei și în Crimeea. 
Majoritatea romilor musulmani din fosta Iugoslavie vorbesc limba romani balcanică și limbi slave de sud, însă unii vorbesc doar limba țării în care trăiesc, de exemplu grupurile de romi din Albania, Kosovo, Muntenegru și Macedonia de Nord, care vorbesc doar limba albaneză și se numesc Khorakhan Shiptari, au adoptat intergal cultura albaneză, în timp ce alții și-au creat propria identitate ca ashkali (egipteni balcanici), sau chiar își neagă originea romă, mai ales în Kosovo, și pretind că sunt albanezi sau turci.

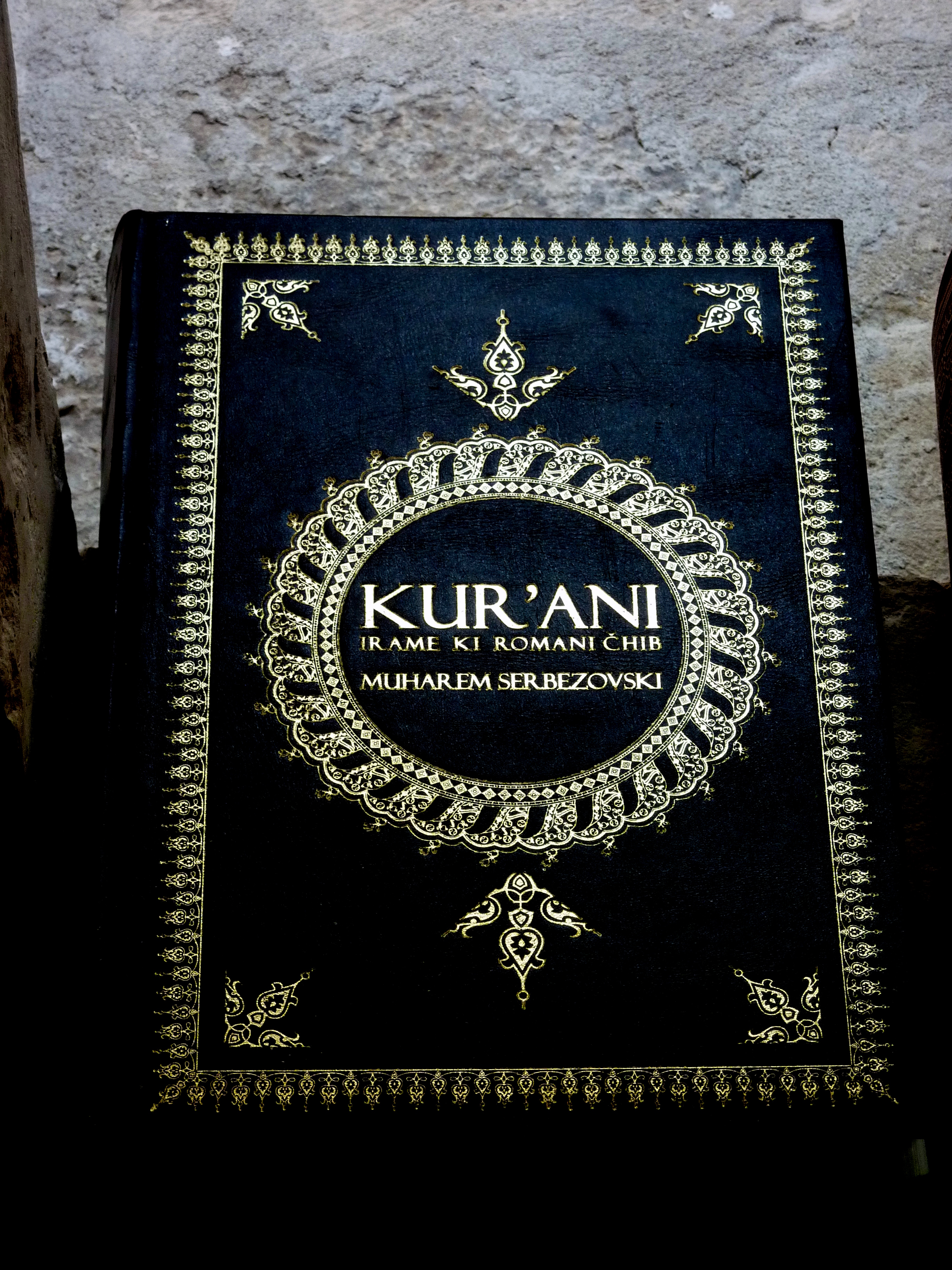
Traducere romani a Coranului

## Subgrupuri
Xoraxane (scris și Khorakhane, Xoraxane, Kharokane, Xoraxai etc. - adică Iubitorii Coranului) reprezintă o religie învechită, de confesiune, și un termen umbrelă pentru romii musulmani din Balcani sau, alternativ, pentru toți romii musulmani din Balcani și Turcia, la fel cum termenul turc era folosit pentru musulmanii non-turci. Există mai multe grupuri de romi Xoraxane, denumite după vechile lor activități profesionale tradiționale, de asemenea, împărțite în grupuri sedentare și nomade. Nu toți romii adepți ai islamului sunt considerați Xoraxane.